# Si Mueang Chum
Si Muaeang Chum (Thai: ศรีเมืองชุม) is een tambon in amphoe Mae Sai in Thailand. De tambon had in 2005 5090 inwoners en bestaat uit 9 mubans.